# Salus Populi Romani
Salus Populi Romani (en español: Protectora del Pueblo Romano), más conocida como Nuestra señora de las Nieves es el nombre que se le da en el siglo XIX al icono bizantino de la Virgen y el Niño, que la tradición atribuye a los primeros cristianos. Se encuentra en la Basílica de Santa María la Mayor en Roma.
La imagen llegó a Roma en el año 590 d. C. durante el pontificado del papa Gregorio I. El papa Gregorio XVI otorgó a la imagen la coronación canónica el 15 de agosto de 1838 a través de la bula papal Cælestis Regina. El papa Pío XII coronó nuevamente la imagen y ordenó una procesión religiosa pública durante el año mariano de 1954. La imagen fue limpiada y restaurada por los Museos Vaticanos en 2018.

## Descripción
La imagen tiene 117 cm de alto x 79 cm de ancho, técnicamente es muy grande para un icono de su época. Está pintado sobre un panel de madera de cedro. María lleva un manto azul oscuro con adornos de oro sobre una túnica púrpura. Las letras en griego situadas en la parte superior identifican a María como "Madre de Dios" (ΜΡ ΘΥ), como es habitual en el arte bizantino.
En la iconografía se designa a este estilo de icono mariano con el nombre de "Theotokos", que significa etimológicamente "Madre de Dios" o de manera literal "la que dio a luz a Dios".
La Virgen María está representada en un maforion azul y con un halo rojo, sustituido posteriormente por color dorado. En su mano derecha hay un anillo consular que simboliza su compromiso con el pueblo romano. Aunque no lleva corona, la presencia en la mano derecha de María de un manípulo (una especie de pañuelo de lino ceremonial bordado utilizado por la antigua nobleza romana) originalmente un símbolo consular, después imperial, significa que esta imagen es probablemente del tipo que muestra a María como Regina Caeli. La posición plegada de las manos de María distingue esta imagen como una versión temprana del tipo de icono, anterior al desarrollo de la iconografía Odighitria en el siglo XI, donde normalmente María señala a Cristo con su mano derecha, como ofreciéndolo al mundo. En este caso la mano derecha de María aparece cruzada sobre la izquierda, la cual está agarrando la pierna, como abrazando dulcemente al hijo.
Los pliegues de la ropa están facetados y parece como un relieve, que se ve reforzado por el uso del claroscuro. Todo esto es característico del arte del siglo XI , cuando se actualizó el icono. El golpe del maforion de la Virgen con un borde dorado y la asistencia en las túnicas de Jesús pertenecen al mismo período.
El Niño Jesús se encuentra descansando sobre el brazo izquierdo de su madre, mostrándose como Pantocrátor, con su brazo derecho ligeramente levantado haciendo un gesto de bendición y llevando en su izquierda el libro de la Vida, decorado con piedras preciosas. El niño mira a su madre, y esta a su vez mira hacia el frente pero no directamente al espectador.
La imagen está consagrada en un marco de bronce dorado con amatistas.

## Historia
Como ocurre con la mayoría de los iconos marianos del área greco-bizantina, según la tradición la Salus Populi Romani fue pintada por San Lucas en un trozo de madera de la mesa que se utilizó en la Última cena de Jesús con sus apóstoles o bien, en una mesa construida por el propio Redentor que la Virgen María guardó tras su crucifixión. Esta misma tradición dice que es una copia de una imagen aparecida de forma milagrosa en Lydda, en una iglesia construida por los apóstoles Pedro y Juan.
Esta misma leyenda nos dice que la pintura permaneció en Jerusalén y sus alrededores hasta que fue descubierta por Santa Elena en el siglo IV. Junto con otras reliquias sagradas, como la cruz en la que murió Cristo, la pintura fue trasladada a Constantinopla, donde su hijo, el emperador Constantino el Grande, erigió una iglesia para su entronización. Más tarde, el icono sería trasladado por la propia Santa Elena a Roma, aunque según otra versión el ícono llegó a Roma por mar, siendo acogido por el papa San Gregorio Magno en el año 590 d. C. a orillas del Tíber, siendo el ícono procedente de Creta. Según esta versión, la imagen llegó a Roma en un bote de flores.

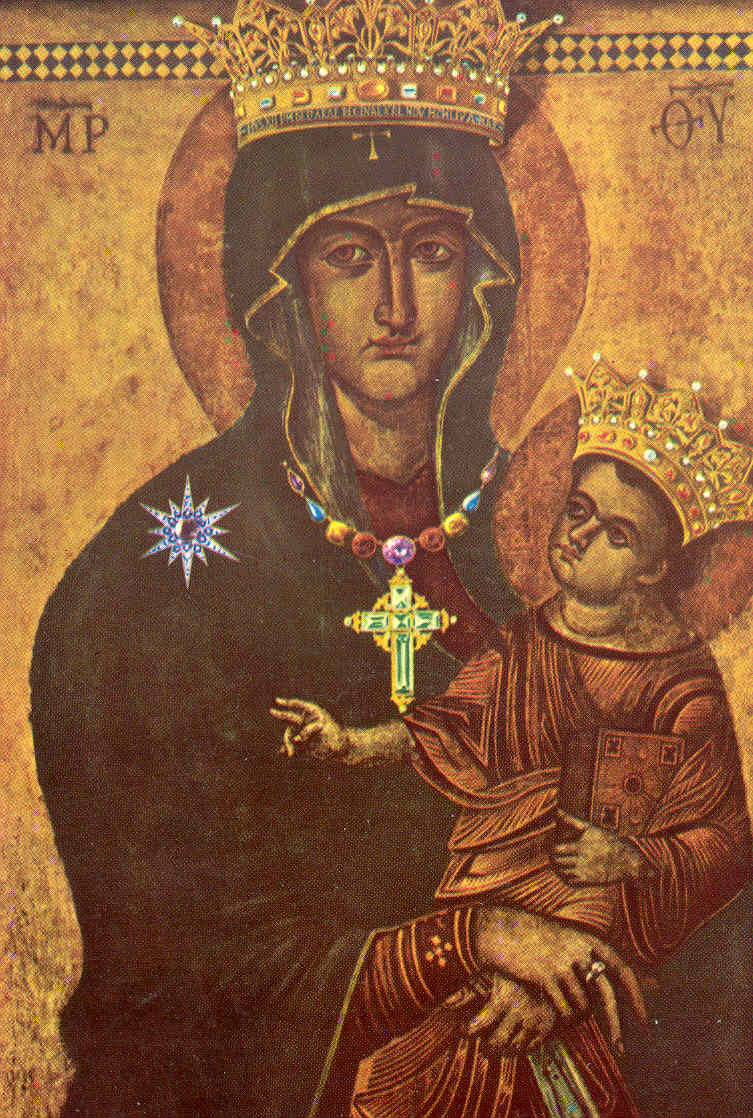
La imagen adornada con sus coronas canónicas y joyas, que en la actualidad ya no les son colocadas al icono. Las coronas de la Virgen y el Niño se almacenan en el departamento de tesorería de la Basílica de San Pedro.

Fue colocado en la Basílica de Santa María la Mayor considerada como el "primer santuario dedicado a la Virgen María en Occidente". El cardenal Cesare Baronio, historiador de la Iglesia, escribió que fue el Papa Gregorio quien llevó el ícono a la Basílica de Santa María la Mayor, en el año 590, al final de una procesión para invocar el cese de una de las pestes más graves de la urbe. Durante siglos se colocó por encima de la puerta del baptisterio de la basílica, según un documento de 1240 aparece mencionada como Regina Caeli ("Reina del Cielo"). Más tarde se trasladó a la nave de la basílica, y desde el siglo XIII se conservó en un tabernáculo de mármol. Desde 1613, se situó en el altar-tabernáculo de la Capilla Borghese o Capilla Paulina de la basílica (construida específicamente para guardar el icono). La Basílica de Santa María la Mayor, es considerada la tercera de las basílicas patriarcales romanas. La basílica y su santuario mariano están bajo el patrocinio especial de los papas.
Desde al menos el siglo XV, el icono fue honrado como una imagen milagrosa. Los jesuitas acompañaron sus primeras misiones con reproducciones de este ícono, muy venerado por ellos.
El Pontifical Romano da la siguiente información:

"La basílica Liberiana, hoy llamada Santa María la Mayor, fue fundada por el Papa Liberio (352-366) y fue restaurada y ampliada por Sixto III... El Papa Liberio seleccionó una imagen venerada que colgaba en el oratorio pontificio. Al parecer, fue llevada a Roma por Santa Helena..."

Históricamente ha sido el icono más importante de María en Roma, y aunque la devoción a ella se redujo ligeramente con respecto a otras imágenes, como Nuestra Señora del Perpetuo Socorro, a lo largo de los siglos, se recuperó algo de la devoción al ser coronada por el papa Pío XII (Eugenio Pacelli) en 1954. También incluye una reciente devoción papal de Benedicto XVI, que veneraba a la Salus Populi Romani en diferentes ocasiones, refiriéndose a María, la Madre de Dios con ese título, cuando él pide "ora por nosotros".
La frase Salus Populi Romani (como "salud o el bienestar del pueblo romano") se remonta a la justicia y los rituales paganos de la antigua República Romana, donde Tito Livio nos dice que el augur le pediría permiso a los dioses para que los pretores oraran por él. Después de la legalización del cristianismo por el emperador Constantino el Grande a través del Edicto de Milán en 313 d. C., la frase fue sancionada como un título mariano para la Virgen María.
El icono se encuentra en la actualidad en el altar mayor de la Capilla Borghese o Capilla Paulina de la Basílica de Santa María la Mayor y es visitado cada año por los millones de turistas y fieles que se acercan a la basílica. 

### El icono y los papas

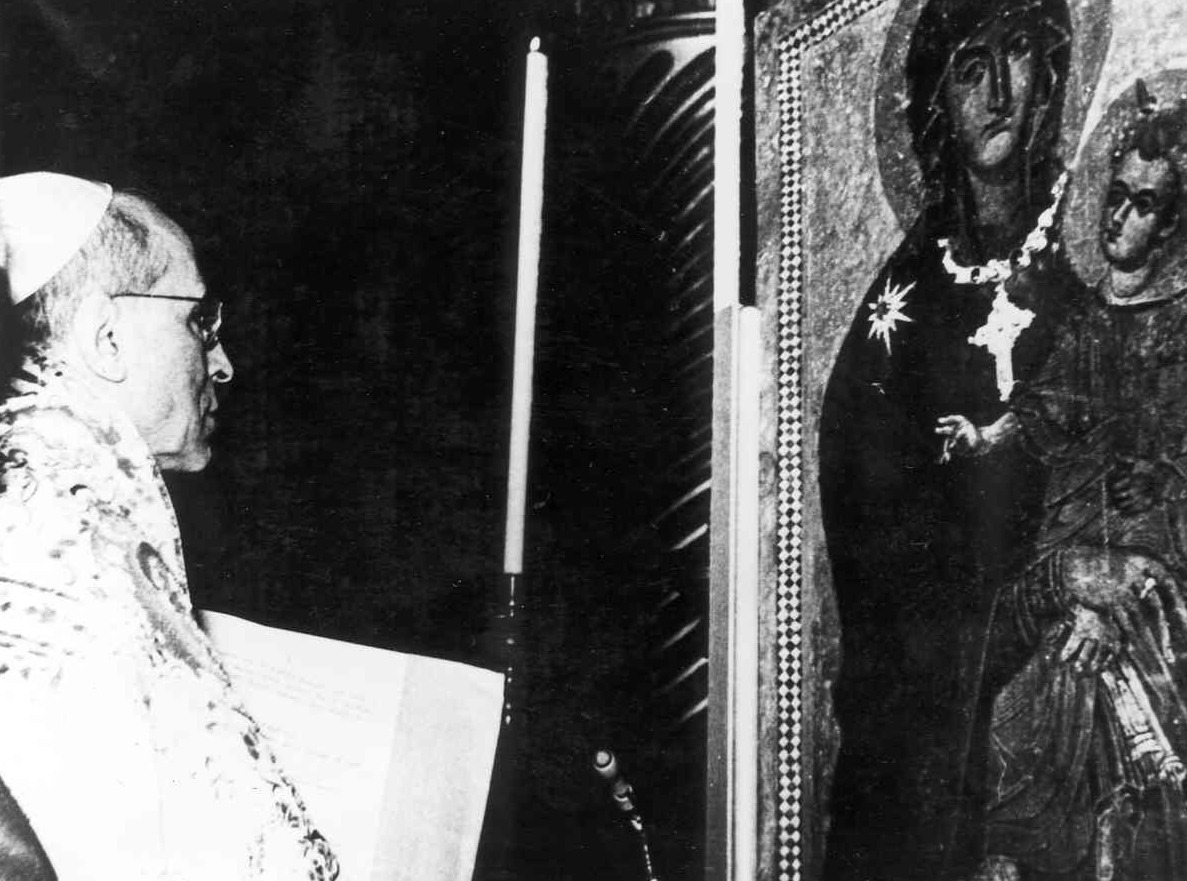
Coronación canónica del icono por el papa Pío XII en 1954.

La Salus Populi Romani ha sido una de las devociones favoritas de varios papas. El icono actuó como un símbolo mariológico, sobre todo en la misma Roma. El icono ha sido considerado como milagroso, se ha orado y llevado en procesión por las calles de Roma muchas veces. En 593 el papa San Gregorio Magno lleva el santo icono por las calles de Roma en rogativas para implorar el fin de la Peste Negra. La intención era trasladar la imagen desde la Basílica de Santa María la Mayor hasta la Antigua Basílica de San Pedro, y según la tradición cuando estaban llegando al Mausoleo de Adriano (hoy Castillo Sant'Angelo) al otro lado del río Tíber, se escuchó un coro celestial cantando el Regina Caeli. Al rogarle el papa a la Virgen por la salud de la ciudad, vio sobre la cima del mausoleo al arcángel San Miguel envainando la espada de la venganza, en señal de que la plaga había terminado. 
En 1571 el papa Pío V oró al icono para implorar la victoria en la batalla de Lepanto. En 1837 el papa Gregorio XVI oró ante él para pedir el final de una epidemia de cólera y la coronó solemnemente el 15 de agosto de 1838. Pío XII celebró su primera misa frente al icono de la Salus Populi Romani el 1 de abril de 1899. Pío XII le rindió homenaje cuando proclamó el dogma de la Asunción de María en 1950. En 1953, el icono procesionó por las calles de Roma para iniciar el primer año mariano en la historia de la Iglesia. En 1954, el icono fue nuevamente coronado, en este caso por Pío XII como "Reina del Mundo" en la Basílica de San Pedro de la Ciudad del Vaticano. Los papas Pablo VI, Juan Pablo II, Benedicto XVI y Francisco también han honrado a la Salus Populi Romani, con visitas personales y celebraciones litúrgicas.
El 7 de septiembre de 2013, el icono original fue llevado de manera excepcional a la plaza de San Pedro con motivo de la vigilia de oración por la paz en Siria, convocada por el papa Francisco. Posteriormente, el 8 de octubre de 2016 durante el Jubileo Mariano del Año de la Misericordia, el icono original de la Salus Populi Romani regresó a la plaza de San Pedro para presidir dicho acto. El papa Francisco se ocupó de la tarea de restaurar y conservar la imagen, y ofició una misa pontificia en su honor tras la restauración, el 28 de enero de 2018 en el aniversario de la traslación del icono a su actual santuario.
El 27 de marzo de 2020 el icono fue nuevamente llevado a la plaza de San Pedro para presidir la bendición Urbi et orbi al mundo con motivo de la pandemia por coronavirus. En esta ocasión el icono estuvo acompañado por el crucifijo milagroso que se venera en la Iglesia de San Marcello al Corso, al que se le atribuye el haber librado a Roma de una epidemia de peste en 1522. Ambas imágenes presidieron también los principales ritos de la Semana Santa de ese año en el interior de la Basílica de San Pedro.

## Datación por los historiadores del arte
La imagen ha sido fechada por los especialistas entre el siglo V y el siglo XIII. Un reciente estudio de Gerhard Wolf dice, con cautela, que probablemente date de la Antigüedad tardía en su forma original.

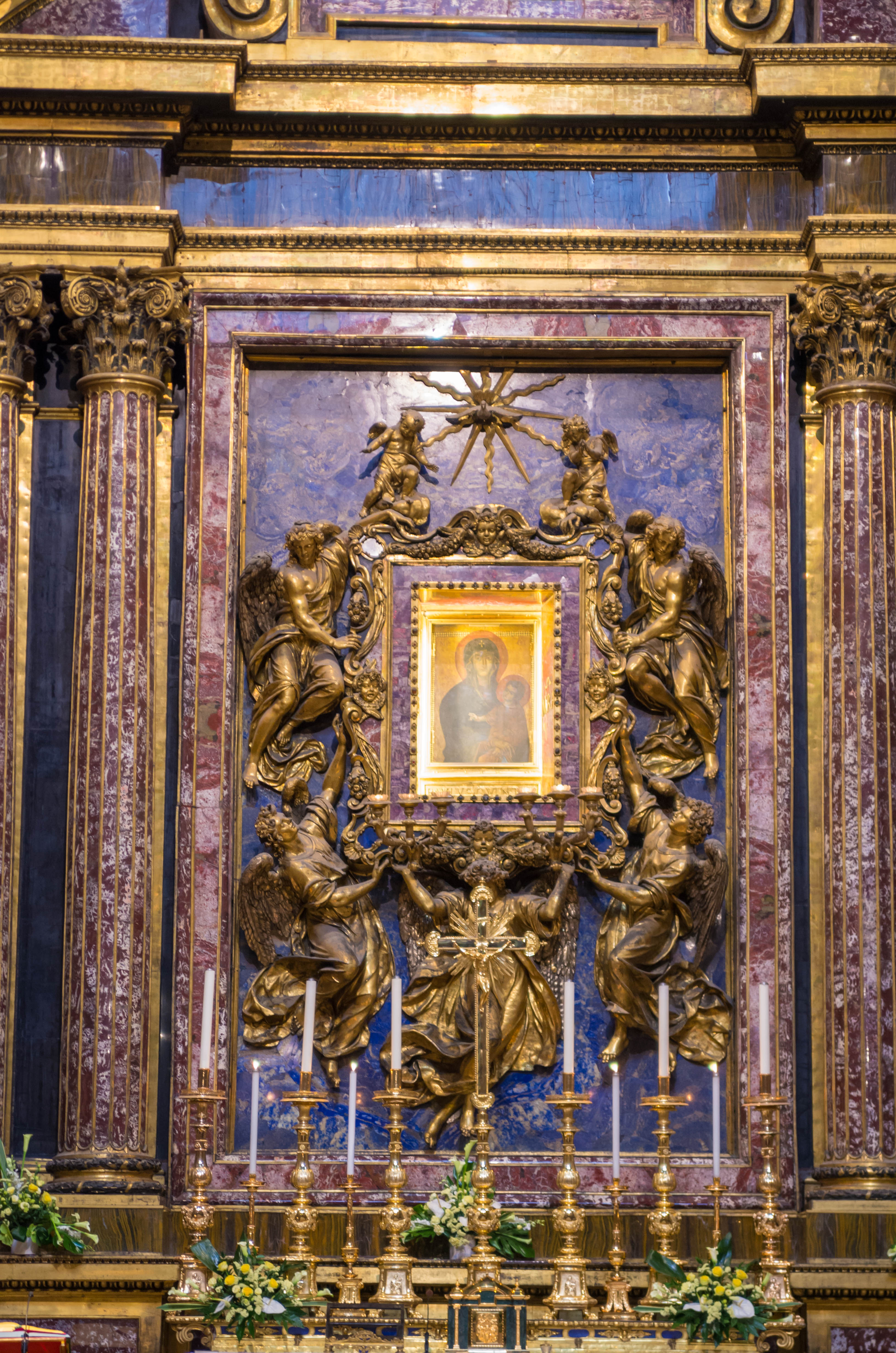
Icono de la Salus Populi Romani en la Capilla Borghese o Capilla Paulina de la Basílica de Santa María la Mayor.

El ícono en su estado actual sobrepintado parece ser una obra del siglo XIII (como lo atestiguan las características de los rostros de la Virgen y su hijo), pero otras capas visibles debajo de la superior sugieren que es un repintado de una pieza mucho más antigua; especialmente revelador es el modelado de la mano derecha del Niño en la primera capa, que se puede comparar con otros iconos cristianos primitivos que muestran cualidades ilusionistas "pompeyanas". Las áreas de estilización lineal, como la vestimenta de Cristo parece remontarse al siglo VIII, y se puede comparar con un icono muy temprano del profeta Elías en el Monte Sinaí. Un segundo proceso de restauración comenzó alrededor de 1100 y llegó a su fin en el siglo XIII. El manto azul de la Virgen que está envuelto en su vestido morado fue severamente alterado en el contorno; los halos rojos tampoco son parte de la imagen original.
El tipo de imagen en sí sugiere que no es una invención medieval, sino un concepto de los primeros cristianos que data de la Antigüedad: un majestuoso retrato de medio cuerpo que muestra una franca mirada de la Virgen, con su postura erguida y majestuosa, y las manos dobladas suavemente abrazando al Niño Jesús, único entre todos los iconos. El giro animado del Niño representado y vestido con madurez también atestigua la antigüedad de la pintura. El vívido contrapposto de los dos cuerpos, que sugiere observación directa, se puede comparar con un icono del Monte Sinaí de la Virgen y el Niño conservado actualmente en el Museo Janenko de Kiev y datado en el siglo VI, y contrasta con el icono del Panteón Mariano del 609, que muestra a la Madre ligeramente subordinada al Niño por el gesto implorante y la vuelta de la cabeza, y donde la interacción de los cuerpos existe solo en un plano liso. Estas comparaciones sugieren una fecha del siglo VII para el ícono.
La fama temprana del icono se puede medir a partir de la producción de réplicas (un fresco en la Iglesia de Santa María Antigua en Roma, parece haberlo reproducido ya en el siglo VIII), y el papel que jugó en el ritual en la fiesta de la Asunción de la Virgen, el 15 de agosto, donde el Acheiropoieta (la Vera icon, pintura del rostro de Cristo de la Basílica de Letrán) era trasladado en procesión a la Basílica de Santa María la Mayor para encontrarse con el icono de Salus Populi Romani. Monneret de Villard ha demostrado que los grabados de este ícono llevados por los jesuitas a Etiopía influyeron en el arte de ese país desde el siglo XVII en adelante, repitiendo cada detalle de su postura y la del Niño, siendo la posición de las manos especialmente característica. Las copias aparentes más lejanas incluyen una miniatura mongola, presumiblemente basada en una copia dada a Akbar por los jesuitas, y copias en China, de las cuales un ejemplo del siglo XVI está en el Museo Field de Historia Natural en Chicago.
En un artículo publicado en L’Osservatore Romano, la directora de los Museos Vaticanos, la doctora Barbara Jatta señaló que es más probable que el icono se haya pintado entre el siglo XI y el siglo XIII. El icono fue restaurado en enero de 2018, dicha intervención permitió revelar los delicados colores de los rostros de María y Jesús, así como el brillo de las vestiduras doradas del Niño y la túnica azul de la Madre. Además de limpiar la imagen y corregir restauraciones previas, los expertos diseñaron un nuevo marco para el icono que es más liviano y permitirá su traslado con mayor facilidad.

## El icono de la JMJ
Desde la XV Jornada Mundial de la Juventud celebrada en Roma durante el Jubileo de 2000, San Juan Pablo II declaró a esta advocación mariana como Patrona de las Jornadas Mundiales de la Juventud, y desde entonces una réplica del icono acompaña a la Cruz de los Jóvenes, que preside las jornadas desde la primera (año 1984). La imagen de Nuestra Señora Salus Populi Romani ha estado presente en las jornadas de Roma (Jubileo 2000), Toronto (2002), Colonia (2005), Sídney (2008),  Madrid (2011), Río de Janeiro (2013), Cracovia (2016), Panamá (2019) y Lisboa (2023).